# Motjärnen (Brunskogs socken, Värmland)
Motjärnen är en sjö i Arvika kommun i Värmland och ingår i Göta älvs huvudavrinningsområde.